# Tuakana
Tuakana is een geslacht van spinnen uit de  familie van de Desidae.

## Soorten
- Tuakana mirada Forster, 1970
- Tuakana wiltoni Forster, 1970